# Camera dei rappresentanti della Georgia
La Camera dei rappresentanti della Georgia è, insieme al Senato, una delle due camere della Assemblea generale della Georgia. Essa si riunisce nel Campidoglio dello Stato della Georgia.
Composta da 180 membri, la Camera viene eletta ogni due anni.